# Rikskommissariatet Nederländerna
Rikskommissariatet Nederländerna (tyska: Reichskommissariat Niederlande, formellt Reichskommissariat für die besetzten niederländischen Gebiete) var under andra världskriget den tyska civila ockupationsregeringen i Nederländerna. Rikskommissarie var Arthur Seyss-Inquart.

## Administration
Under Arthur Seyss-Inquart fanns fyra generalkommissarier:
- Hans Fischböck, generalkommissarie för finansväsen och ekonomi
- Hanns Albin Rauter, generalkommissarie för säkerhetsväsendet, Högre SS- och polischef
- Fritz Schmidt, generalkommissarie för särskilda ändamål, efterträdd av Willi Ritterbusch den 26 juni 1943
- Friedrich Wimmer, generalkommissarie för förvaltning och rättsväsen

Under Seyss-Inquarts ledning genomfördes bland annat deportationer av judar och bortförande av tvångsarbetare. Koncentrationsläger inrättades i Westerbork och 's-Hertogenbosch. Omkring 102 000 nederländska judar mördades.